# Andrea Dalia
Andrea Antonio Dalia (Ercolano, 27 agosto 1938 – Cetara, 19 marzo 2008) è stato un giurista italiano.

## Biografia
Formatosi alla scuola napoletana, tra i Maestri ed i compagni di vita che hanno influenzato il suo pensiero figurano Biagio Petrocelli, Dario Santamaria e Michele Massa. Avvocato penalista, dopo aver mosso i primi passi nello studio del diritto penale sostanziale, si è poi orientato definitivamente sulla procedura penale.
È stato professore ordinario di diritto processuale penale presso l'Università degli studi di Roma Tor Vergata, ruolo precedentemente rivestito nelle Università di Napoli e Salerno. Su nomina del Ministro della giustizia, Roberto Castelli, nel 2004 è stato nominato presidente della Commissione di studio per la riforma del codice di procedura penale (cosiddetta Commissione Dalia).
Oltre ai primi lavori su I sequestri di persona a scopo di estorsione, terrorismo ed eversione (1980), tra le sue opere figurano le voci sull'Enciclopedia del diritto Sequestro di persona e arresto illegale, Sequestro di persona a scopo di estorsione, Sequestro di persona a scopo di eversione, Sottrazione di minori ed incapaci, nonché la voce Sequestro personale nel Dizionario di diritto e procedura penale curato da Giuliano Vassalli. Inoltre, tra i suoi lavori si annovera un manuale di procedura penale. Tra i suoi allievi figura Marzia Ferraioli.